# Jan Maximiliaan van Tuyll van Serooskerken (1710-1762)

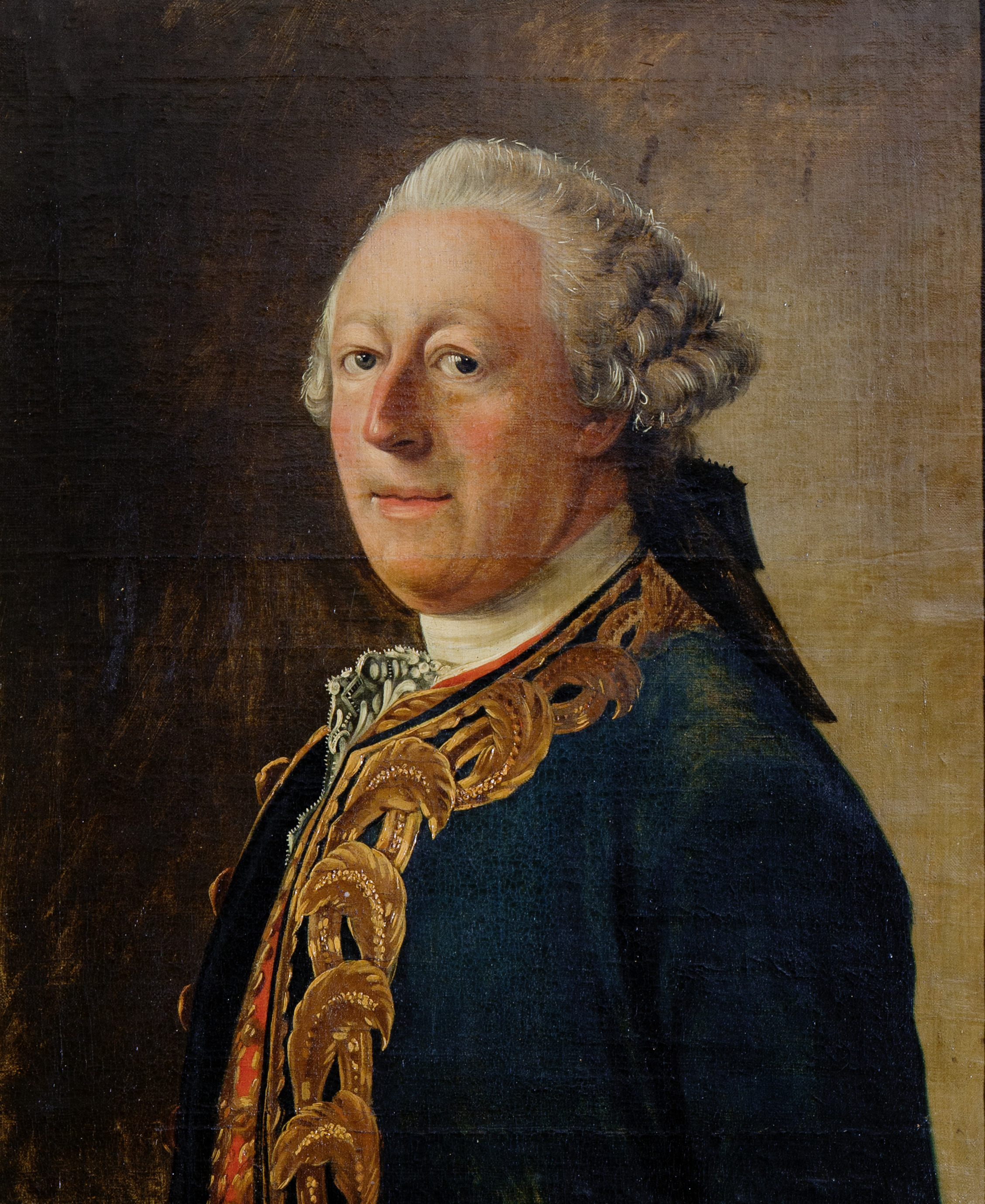
Jan Maximiliaan van Tuyll van Serooskerken naar Jean-Étienne Liotard, Kasteel Heeze.

Jan Maximiliaan van Tuyll van Serooskerken (Slot Zuylen, 25 april 1710 – Utrecht, 18 december 1762) was een Nederlandse edelman en militair. 

## Biografie
Hij was een zoon van Reinout Gerard van Tuyll van Serooskerken en Isabelle Agneta Hoeufft (1683-1725). Hij werd geboren op slot Zuylen en was ten slotte generaal-majoor van de cavalerie.

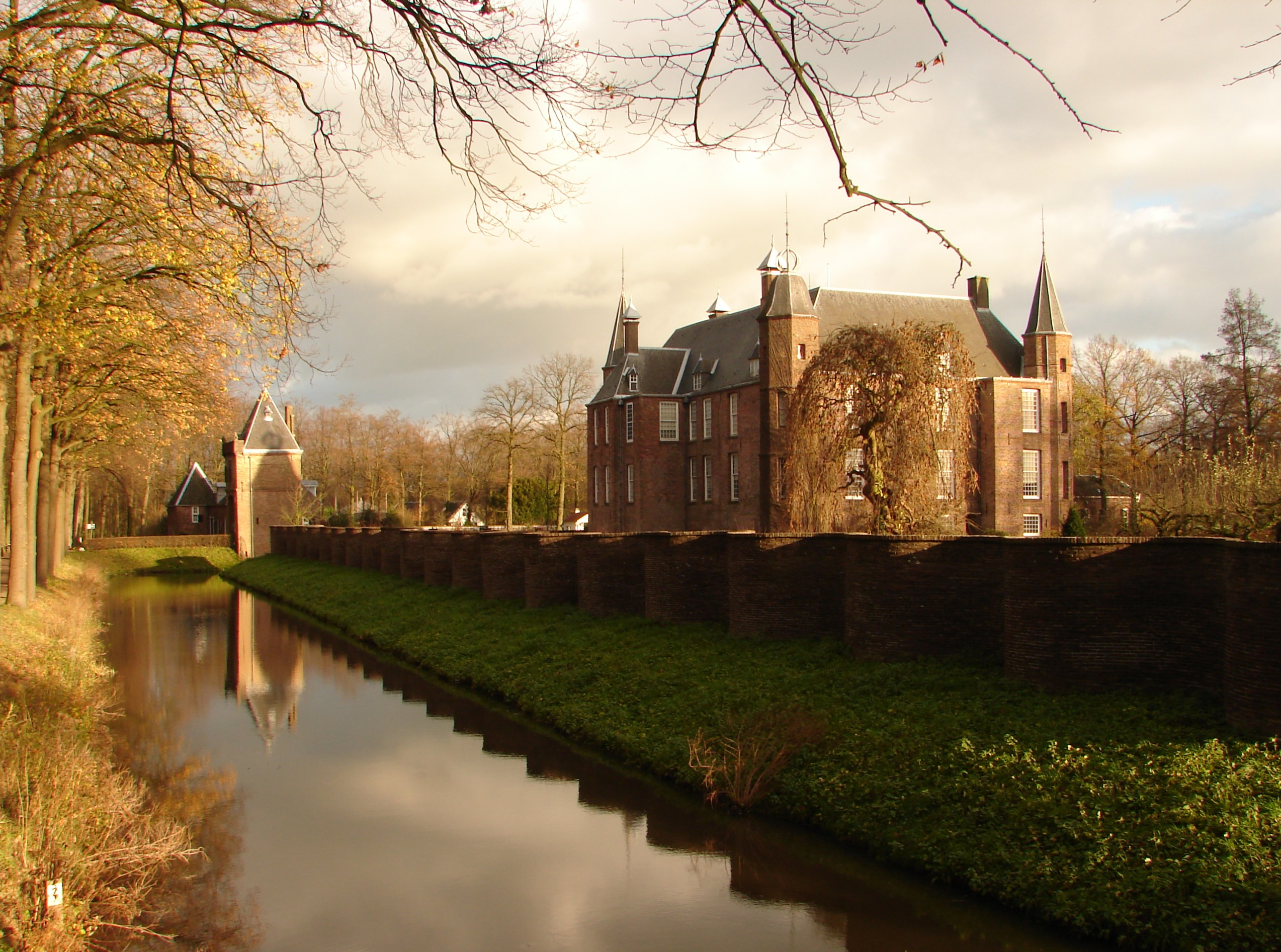
Slot Zuylen

Hij trouwde in 1739 met Urselina Christina Reiniera van Reede Amerongen (1719-1747), dochter van Frederik Christiaan van Reede (1668-1719) en Henriette van Nassau-Zuylestein. Zij kregen vijf kinderen, te weten: Frederik  Christian Hendrik (1742-1805), Maria Catherina (1743-1793), Reiniera (1744-1791), die trouwde in 1763 met Johan Albert Bentinck (1737-1775), Anna Elisabeth Christina van Tuyll van Serooskerken (1745-1819) die in 1765 trouwde met Frederik Christiaan van Reede (1743–1808), 5e graaf van Athlone, en de laatste zoon Reinout Diederik van Tuyll van Serooskerken (1746-1784). Nadat Ursula in 1747 was gestorven, hertrouwde hij op 9 oktober 1753 met de weduwe Joanna Elisabeth de Geer (1708-1766), een telg uit de Zweedse tak van het geslacht De Geer; dit huwelijk bleef kinderloos.
In Den Haag had hij een huis aan het Lange Voorhout 36 en in 1753 kocht hij ook het Huis Huguetan van zijn overleden buurvrouw Adriana Margaretha Huguetan op het Lange Voorhout 34 om er een nog groter stadspaleis van te laten maken.
Jan Maximiliaan kocht in 1752 het huis Zuylenburgh in Oud-Zuilen, wat toen nog niet zo heette. Toen hij in 1753 voor de tweede keer trouwde met Joanna Elisabeth de Geer, is het mogelijk dat hij dit huis kocht om met zijn gezin dicht in de buurt te zijn van zijn ouderlijk huis Slot Zuylen. Jan Maximiliaan heeft het pand verbouwd en waarschijnlijk twee keer zo groot gemaakt, om zo zijn gezin met vijf kinderen te kunnen huisvesten.
In 1760 kocht Jan Maximiliaan kasteel Heeze van Paul Henri Thiry d'Holbach. Na zijn voortijdig overlijden op 52-jarige leeftijd duurden de financiële afhandelingen door de erfgenamen tot 1775. Kasteel Heeze is tot op de dag van vandaag in handen van de familie Van Tuyll van Serooskerken.

## Album

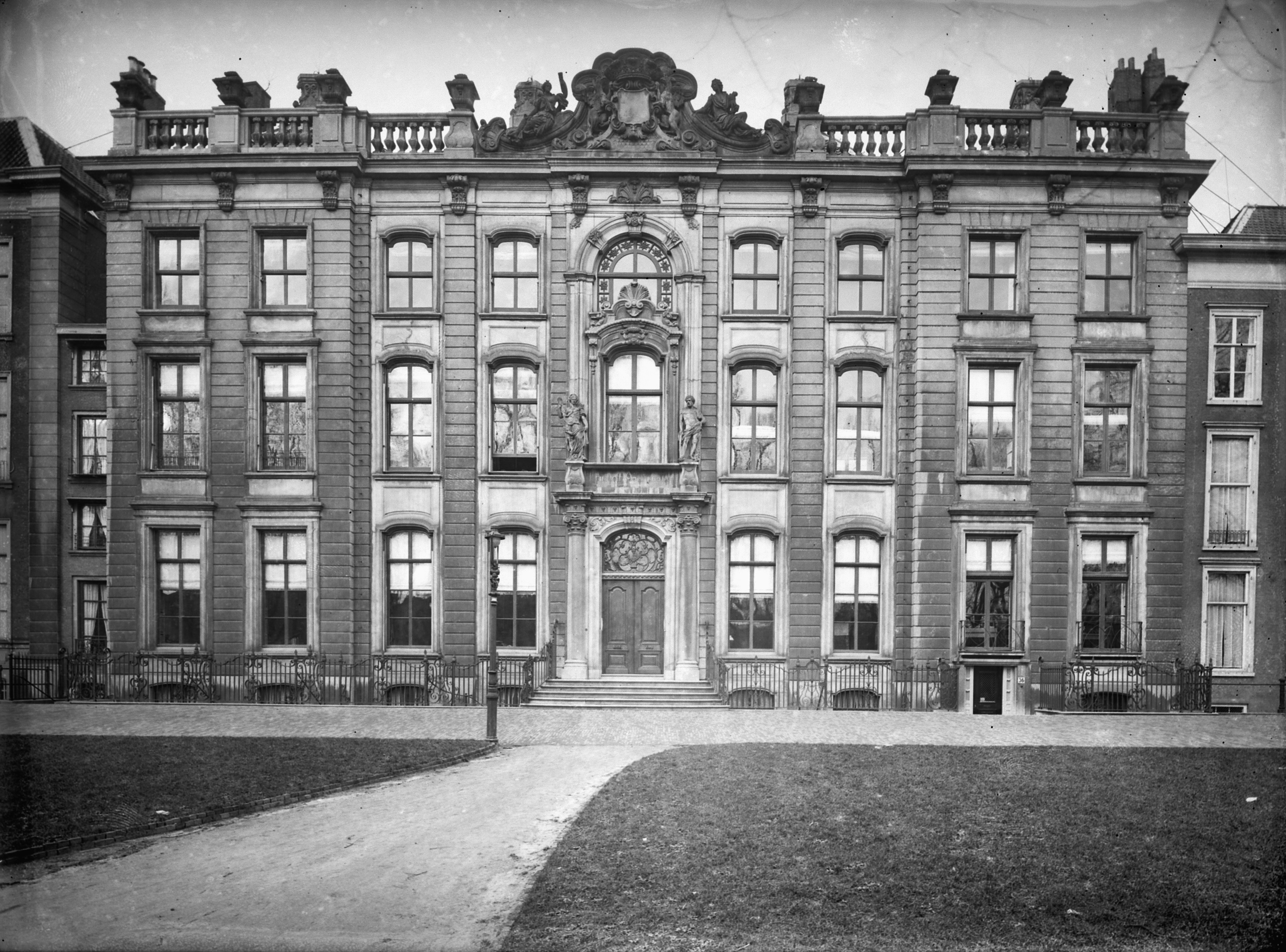
Foto 1925 van huis Huguetan Lange Voorhout Den Haag
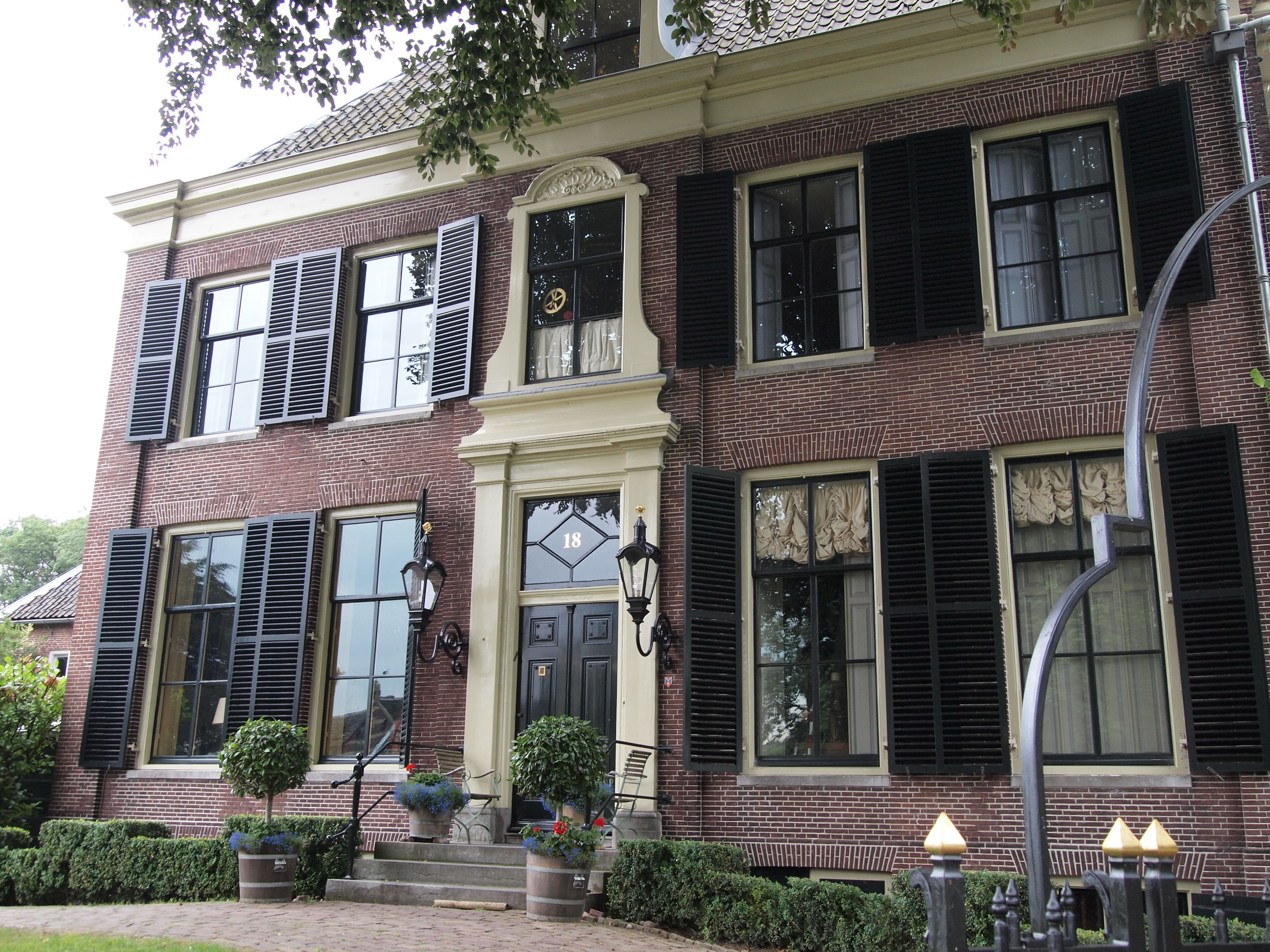
Zuylenburgh, Dorpsstraat 18, Oud-Zuilen
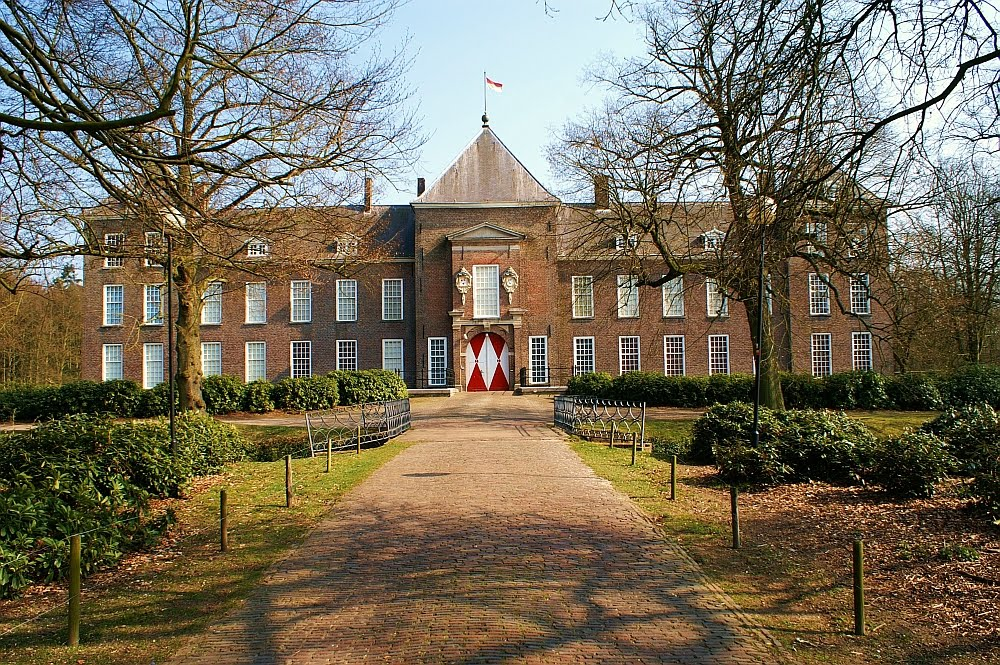
Kasteel Heeze